# Repo! The Genetic Opera
Repo! The Genetic Opera – amerykański musical z 2008 roku, będący ekranizacją sztuki o tym samym tytule.

## Obsada
- Alexa Vega – Shilo Wallace
- Anthony Head – Nathan Wallace
- Paul Sorvino – Rotti Largo
- Bill Moseley – Luigi Largo
- Nivek Ogre – Pavi Largo
- Paris Hilton – Amber Sweet
- Terrance Zdunich – Graverobber
- Sarah Brightman – Ślepa Mag
- Sarah Power – Marni Wallace

## Opis
Jest rok 2056. Na świecie panuje epidemia chorób niewydolności narządów. Monopol na leczenie tego typu chorób ma firma GeneCo, zarządzana przez Rottiego Largo. Firma ta zajmuje się wykonywaniem przeszczepów, jednak każdy z przeszczepianych organów jest obciążony kredytem. Sam jej założyciel jest nieuleczalnie chory, a żadne z jego trójki dzieci - agresywny Luigi, zakochany w sobie Pavi i uzależniona od operacji plastycznych Amber Sweet - nie są jego godnymi następcami. Wpada na pomysł, by firmę przejęła Shilo, 17-letnia dziewczyna, której matka zginęła tuż po porodzie. Jej ojciec Nathan pracuje dla Rottiego jako Repo Man, główny pracownik GeneCo, który zajmuje się egzekwowaniem pożyczek firmy poprzez zabijanie ludzi niespłacających rat za wszczepione im narządy. Córka myśli, że jest zwykłym lekarzem.
Nathan do tej pory uważa, że to on spowodował śmierć swojej żony Marni. Kiedy umierała przy porodzie, podał jej lekarstwo, które zamiast ją wyleczyć, spowodowało jej śmierć. W rzeczywistości to Rotti zatruł lekarstwo, ponieważ Marni zostawiła go dla Nathana. By chronić swoją córkę przed poznaniem prawdy Nathan wymyśla intrygę, dzięki której dziewczyna nie może opuścić domu i nie wie nic o otaczającym ją świecie.
Rotti knuje plan, dzięki któremu przekona Shilo do przejęcia firmy. Tymczasem matka chrzestna dziewczyny i przyjaciółka Marni, Ślepa Mag, oraz król przestępczego półświatka, zajmujący się nielegalnym pozyskiwaniem środka uśmierzającego ból o nazwie "Zydrate" Graverobber prowadzą ją do odkrycia prawdy o jej ojcu i firmie Rottiego.

## Nagrody
- Złota Malina w 2009 roku dla Paris Hilton jako najgorszej aktorki drugoplanowej.